# Carex ligulata
Carex ligulata är en halvgräsart som beskrevs av Christian Gottfried Daniel Nees von Esenbeck. Carex ligulata ingår i släktet starrar, och familjen halvgräs. Inga underarter finns listade i Catalogue of Life.